# Cantonul Le Moule-1
Cantonul Le Moule-1 este un canton din arondismentul Pointe-à-Pitre, Guadelupa, Franța.

## Comune
- Le Moule (parțial)